# 馮貴
冯贵（14世纪？—1420年），字孟敬，武陵（今湖南常德人）。明朝政治人物、進士。
建文二年（1400年），馮貴中式二甲第二十四名進士。其性情纯直，官至给事中，因不避权贵，任交趾参政。当时黎利叛，冯贵力战而亡。